# Costantino Nigra
Costantino Nigra (né le 11 juin 1828 à Villa Castelnuovo, dans la province de Turin, Piémont et mort le 1er juillet 1907 à Rapallo) est un philologue, poète et homme politique italien.

## Biographie

### Enfance et études
Costantino Nigra nait le 11 juin 1828 à proximité de Villa Castelnuovo - aujourd'hui Castelnuovo Nigra dans la province de Turin - de Ludovico Nigra et Anna Caterina Revello. Son père travaille comme chirurgien et s'engage comme soldat dans l'armée de Napoléon Bonaparte avant de participer aux mouvements insurrectionnels de 1821 ; sa mère Anna Caterina est la descendante de Gian Bernardo De Rossi, un orientaliste très apprécié internationalement. Costantino est très proche de ses parents et de ses frères, en particulier de son petit frère Michelangelo qui à cause d'un jeu avec Costantino avait perdu un œil en bas âge.
Nigra fait ses premières études à Cuorgnè depuis à Ivrée où il termine le cycle secondaire. En 1845, grâce à une bourse, il s'inscrit à la faculté de droit de l'université de Turin, bien qu'il soit très intéressé par la poésie et la littérature.
Au cours des années universitaire, (1848) il soutient le conflit du royaume de Sardaigne contre l'empire d'Autriche et il s'engage, comme volontaire, dans le corps des bersagliers étudiants. Il participe à la bataille de Peschiera del Garda, Santa Lucia et Rivoli où il est blessé au bras. L'année d'après il participe à la bataille de Novare et reprend ses études, obtenant son diplôme en droit de l'université de Turin.
Nigra met en avant une nouvelle forme de poésie, l'épique narratif.

### Vie politique
Dès 1851, il est en service au ministère des affaires extérieures, puis nommé secrétaire du premier ministre Massimo d'Azeglio et par la suite de Camillo Cavour qu'il accompagne au congrès de Paris de 1856 comme chef de cabinet.
Deux ans après, en 1858, il est envoyé en mission secrète à Paris pour concrétiser l'alliance de Plombiéres entre Napoléon III et Cavour et échafauder la guerre entre le royaume de Sardaigne et l'empire d'Autriche. Il a un rôle déterminant dans la politique italienne pour compléter le processus de l'unification italienne après la mort de Cavour en 1861. Il devient par la suite le premier ambassadeur d'Italie à Paris, avant d'être nommé à Saint-Pétersbourg en 1876, à Londres en 1882 et à Vienne en 1885.
En 1887, il refuse la charge de ministre des Affaires étrangères que lui offre le roi Humbert Ier.
Il est nommé comte en 1882 et sénateur du royaume d'Italie en 1890. Il recevra en outre l'insigne de l'ordre de l'Annonciade.
En 1897, contacté par lui, il apporte son soutien à Efisio Giglio-Tos pour la fondation de la Corda Fratres - Fédération internationale des étudiants.
Costantino Nigra collabora avec des académies françaises et italiennes ainsi qu'à des revues philologiques italiennes, françaises et allemandes.

## Publications
- La rassegna di Novara del 1861 e pubblicato nel 1875
- La gondola Veneziana (barcarola) del 1863
- Le reliquie Celtiche del 1872
- Canti popolari del Piemonte del 1888
- La chioma di Berenice, del 1891
- Inno a Diana, del 1892, elegia di Callimaco
- Sui lavacri di Pallade
- Idillii del 1903

## Distinctions
- Commandeur de 1re classe de l'ordre du Dannebrog
- Grand-croix de l'ordre du Christ